# ظهر
ظهر الإنسان (والذي يُطلق عليه أيضًا اسم الظهر)هو المنطقة الخلفية الكبيرة في جسم الإنسان، والتي ترتفع من أعلى الأرداف إلى مؤخرة العنق. إنه سطح الجسم المقابل للصدر. يمتد العمود الفقري على طول الظهر ويخلق منطقة ارتكاز مركزية. يتم إنشاء اتساع الظهر بواسطة الكتفين في الأعلى والحوض في الأسفل. آلام الظهر حالة طبية شائعة، حميدة المنشأ بشكل عام.

## بنية الظهر
السمة المركزية لظهر الإنسان هي العمود الفقري، وتحديداً الطول من أعلى الفقرات الصدرية إلى أسفل الفقرات القطنية، والتي تضم الحبل الشوكي في القناة الشوكية، وتتميز عمومًا ببعض الانحناء الذي يعطي الشكل الظهر. يمتد القفص الصدري من العمود الفقري في الجزء الأعلى من الظهر (مع أعلى القفص الصدري المطابق للفقرة الصدرية الأولى T1)، حيث يمتد القفص الصدري لمسافة أكثر من منتصف الطريق باتجاه الأسفل على طول الظهر، مما يترك منطقة ذات حماية أقل بين أسفل القفص الصدري والارداف. يتم تحديد عرض الظهر في الأعلى بواسطة لوحي الكتف، وهما عظمي الكتفين العريضين والمسطحين.

### العضلات
يمكن تقسيم عضلات الظهر إلى ثلاث مجموعات متميزة: مجموعة سطحية ومجموعة متوسطة ومجموعة عميقة.

#### 1. المجموعة سطحية
ترتبط المجموعة السطحية، والمعروفة أيضًا باسم المجموعة الزائدة، بشكل أساسي بحركة الهيكل العظمي الزائدي.
إن الهيكل العظمي الزائدي appendicular skeleton هو جزء من الهيكل العظمي للفقاريات يتكون من العظام التي تدعم الزوائد. يوجد 126 عظمة. يتضمن الهيكل العظمي الزائدي عناصر الهيكل العظمي داخل الأطراف، بالإضافة إلى حزام الكتف الداعم للحزام الصدري والحوض.
تتألف مجموعة العضلات الزائدة من:
- العضلة شبه المنحرفة
- العضلة العريضة الظهرية
- العضلة المعينية الكبيرة
- العضلة المعينية الصغيرة
- العضلة رافعة الكتف

يتم تعصيب مجموعة العضلات الزائدة بواسطة الفرع البطناني للعصب الشوكي.

#### 2. المجموعة المتوسطة
تُعرف المجموعة المتوسطة أيضًا باسم المجموعة التنفسية لأنها قد تؤدي وظيفة تنفسية. وهو يتألف من العضلة المنشارية الخلفية العلوية والعضلة المنشارية الخلفية السفلية. مثل المجموعة السطحية، يتم تعصيبها بواسطة الفروع الأمامية للأعصاب الشوكية.

#### 3. مجموعة عميقة
تعرف أيضًا باسم المجموعة الداخلية نظرًا لأصلها الجنيني في الخلف، ويمكن تقسيم هذه المجموعة العميقة، إلى أربع تحت مجموعات:
- المُسْتَعْرِضَات الشوكية Spinotransversales - المؤلفة من العضلة طحالية الرأس والعضلة الطحالية الرقبية. وتُعرف أيضا بالعضلات السطحية. كلاهما مرتبط بحركات الرأس والرقبة. تقع على الجانب الخلفي الوحشي للرقبة، وتغطي عضلات الرقبة العميقة.
- العضلات الناصبة للفقار - وتتألف من:
  1. العضلة الحرقفية الضلعية
  2. العضلة الطولى، والعضلة الشوكية
- العَضَلَةُ المُسْتَعْرِضَةُ الشَّوْكِيَّة- المؤلفة من:
  1. الطحالية النصفية
  2. مُتَعَدِّدُ الفُلوح
  3. المدورات
- عضلات قطاعية - المؤلفة من:
  1. رافعة الأضلاع
  2. بين الأشواك
  3. بين المستعرضات

تتغذى المجموعة العميقة بواسطة الفروع الخلفية للأعصاب الشوكية.

### العمود الفقري
هو ساق عظمية طويلة كائنة في منتصف القسم الخلفي من العنق والجذع، يمتد من الرأس الذي يرتبط به إلى الحوض الذي يستند عليه، ويحفظ بداخله النخاع الشوكي، ويتكون العمود الفقري من 33 إلى 35 قطعة عظمية منضدة بعضها فوق بعض تدعى الفقرات.
يمكن تقسيم العمود الفقري إلى: فقرات رقبية أو عنقية وعددها 7، وفقرات ظهرية أو صدرية وعددها 12، وفقرات قطنية وعددها 5، وفقرات العجز وعددها 5، والعصعص أو عجب الذنب حيث أنها قطعة عظمية مضغوطة من الأمام إلى الخلف، مثلثة الشكل قاعدتها في الأعلى وذروتها في الأسفل يكونها اتحاد 4 إلى 6 فقرات.
يبلغ طول العمود الفقري تقريباً 75 سم، وتبلغ أقطاره الأمامية الخلفية والمعترضة حدها الأكبر حذاء مستوى قاعدة العجز، ثم تتناقص كلما اتجه نحو النهايتين. والعمود الفقري ليس مستقيماً بل يوجد فيه انحناءات أمامية وخلفية وجانبية.
يتحدب العمود الفقري في العنق إلى الأمام، وفي الظهر إلى الخلف، وفي القطن إلى الأمام، وفي العجز وعجب الذنب إلى الخلف، وهذه الانحناءات تزيد في مرونة العمود الفقري ومتانته. يتقعر العمود الفقري إلى الأيسر حذاء الفقرتين الظهريتين الرابعة والخامسة، ويعتبر للعمود الفقري أربعة وجوه وقناة سيسائية.

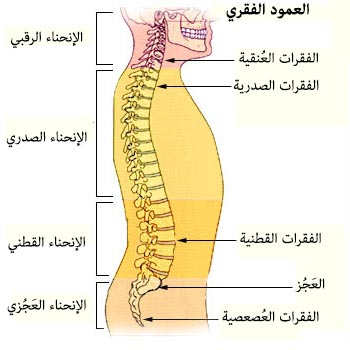
أقسام العمود الفقري وانحناءاته

- الوجه الأمامي يشبه الاسطوانة وهو متوسط يتألف من تنضد أجسام الفقرات.
- الوجه الخلفي يحتوي في وسطه على خط السناسن المؤلف من تنضد النتوءات الشوكية، ويتكون منحدرهما الأمامي الوحشي من النتوءات المفصلية والمعترضة، ويتكون قاعهما من الصفائح الفقرية.
- الوجهان الجانبيان يقع كل منهما خلف أجسام الفقرات وتكونه السويقات والثقب الانضمامية والنتوءات المعترضة والنتوءات المفصلية، ويزداد ثخن السويقات وحجم الثقب الانضمامية بانتظام من الأعلى إلى الأسفل حتى القطنية الخامسة.
- القناة السيسائية تمتد على طول العمود الفقري وهي موشورية مثلثة في الناحيتين القطنية والرقبية، واسطوانية في الناحية الظهرية.

### فقرات العمود الفقري
تتألف كل فقرة من:
- جسم الفقرة له هيئة اسطوانية ويحوي وجهين ومحيطاً دائراً، أحد الوجهين علوي والآخر سفلي يحتويان على قسم مركزي مقعر غير منتظم ويحاط الجسم بحوية حلقية من النسيج الكثيف، ويحتوي على ميزابة في مقدم محيطه وجوانبه. أما قطعته الخلفية فتجاور الثقبة الفقرية وهي مقعرة عرضاً.
- السويقتان هما قطعتان عظميتان يمنى ويسرى وتمتدان من الأمام إلى الخلف، أي من القسم الخلفي الجانبي لجسم الفقرة حتى الكتل العظمية التي تنشأ منها الصفيحتان الفقريتان والنتوءات المعترضة والمفصلية. حافتاها العلوية والسفلية مثلومتان مقعرتان تحدان مع الحواف المقابلة للسويقات الكائنة فوقها وتحتها الثقب بين الفقرات.
- الصفيحتان الفقريتان تمتد كل منهما من السويقة حتى النتوء الشوكي، وهي صفحة مربعة تتجه مائلة من الأعلى إلى الأسفل ومن الأمام إلى الخلف، لها وجه خلفي ووجه أمامي وحافتان علوية وسفلية. تحوي في وجهها الأمامي انخفاضاً مشنجاً ممتداً عرضاً يرتكز عليه الرباط الأصفر.
- النتوء الشوكي ينشأ من زاوية اتصال الصفيحتين ويتجه للخلف، ويحتوي على وجهين جانبيين وحافة علوية دقيقة، وحافة سفلية كثيفة، وقاعدة وذروة.
- النتوءان المعترضان ينشآن من جسم الفقرة أو من السويقتين ويسيران متجهين إلى الوحشي، وينتهيان بذروة حرة.
- النتوءات المفصلية عددها أربعة: اثنان علويان واثنان سفليان، وهي شوامخ عمودية موجودة على القوس العظمية حذاء اتحاد السويقات بالصفيحات. ويؤلف النتوء العلوي مع النتوء السفلي عموداً عظمياً قائماً له قاعدتان مستويتان مفصليتان تتمفصلان مع النتوئين المفصليين المقابلين في الفقرتين المجاورتين.
- الثقبة السيسائية يحدها بالأمام جسم الفقرة، وتحدها بالخلف الصفيحتان الفقريتان، وتحدها بالوحشي السويقتان. تنفتح الثقب الفقرية بعضها على بعض حين تنضد الفقرات فتكون قناة تسمى القناة السيسائية.[7]

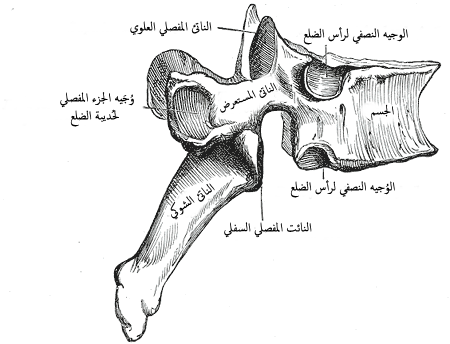
منظر جانبي لفقرة صدرية

منظر للفقرة من الأعلى. يمكن ملاحظة جسم الفقرة (Body)، والسويقة (Pedicle)، والصفيحة الفقرية (Lamina)، والنتوء الشوكي (Spinous process)، والنتوء المعترض (Transverse process)، والنتوء المفصلي (Facet joint)، والثقبة السيسائية (Vertebral foramen)

### أعضاء بالقرب من الظهر
تقع الرئتان داخل القفص الصدري، وتمتد إلى الجزء الخلفي من القفص الصدري مما يجعل من الممكن الاستماع إليها من خلال الظهر. تقع الكليتين أسفل العضلات في المنطقة الواقعة أسفل نهاية القفص الصدري، وهي متصلة بشكل غير محكم بالغشاء المصلي البطني. يمكن أن تتسبب الضربة في أسفل الظهر في إتلاف كليتي الشخص المصاب.

### سطح الظهر
جلد ظهر الإنسان أكثر سمكًا وله نهايات عصبية أقل من الجلد الموجود في أي جزء آخر من الجذع. يميل الشعر إلى أن يكون أقل من شعر صدر الرجال. الجزء العلوي الأوسط من الظهر هو أيضًا المنطقة الوحيدة من الجسم التي قد لا يتمكن الإنسان العادي في ظل الظروف العادية من لمسها جسديًا.
يُعصب جلد الظهر من خلال الفروع الجلدية الظهرية، وكذلك الفروع الجلدية البطنية الجانبية للأعصاب الوربية.

### الحركة
يوفر تشريح الظهر المعقد الدعم للرأس والجذع في الجسم، والقوة في جذع الجسم، فضلاً عن قدر كبير من المرونة والحركة. يتمتع الجزء العلوي من الظهر بأكبر قدر من الدعم الهيكلي، مع ربط الأضلاع بإحكام بكل مستوى من مستويات العمود الفقري الصدري وحركة محدودة للغاية. يسمح الجزء السفلي من الظهر (الفقرات القطنية) بالمرونة والحركة في الانحناء الخلفي (البسط) والانثناء الأمامي (العطف أو الانحناء). لا يسمح بحركة الفتل.

## الأهمية السريرية

### ألم الظهر
يتكون الظهر من أعصاب وعظام وعضلات وأربطة وأوتار متصلة ببعضها البعض، وكلها يمكن أن تكون مصدرًا للألم. آلام الظهر هي ثاني أكثر أنواع الآلام شيوعًا عند البالغين (وأكثرها شيوعًا هو الصداع). إن السبب الأكثر شيوعًا إلى حد بعيد لآلام الظهر هو إجهاد العضلات. عادة ما تلتئم عضلات الظهر من تلقاء نفسها في غضون أسبوعين، ولكن يمكن أن يكون الألم شديدًا ومنهكًا. تشمل المصادر الشائعة الأخرى لآلام الظهر مشاكل القرص، مثل داء القرص التنكسي أو الانزلاق الغضروفي والعديد من أنواع الكسور، مثل الانزلاق الفقاري أو الكسور الناجمة عن انزلاق الفقار أو الفصال العظمي.

## المجتمع والثقافة
إن انحناء ظهر الأنثى موضوع متكرر في اللوحات، لأن حساسيات العديد من الثقافات تسمح بإظهار الظهر عاريًا - مما يعني عريًا كاملاً دون عرضه فعليًا. في الواقع، فإن ممارسة إظهار الوضوح في أسفل الظهر قد تم إجراؤها لعدة قرون. تم تصميم مواد معينة من الملابس، مثل الرسن العلوي والفستان بدون ظهر، لفضح الظهر بهذه الطريقة. عادة ما يتم الكشف عن أسفل الظهر بشكل متكرر من خلال العديد من أنواع القمصان على الموضة النسائية، وحتى القمصان والبلوزات الأكثر تحفظًا ستكشف أسفل الظهر. يحدث هذا لأسباب متنوعة - منطقة الخصر السفلية هي نقطة محورية للجسم وتطول وتقوس عندما يجلس الشخص أو ينحني. ثانيًا، تفضل أزياء المرأة عادةً القمصان التي يبلغ طولها الخصر، مما يسمح بترك الظهر عاريًا أثناء الحركة الطفيفة أو الانحناء أو الجلوس. يُعد الجزء الخلفي أيضًا أكبر لوحة فنية لفن الجسم على جسم الإنسان. نظرًا لحجمه وقلة الشعر نسبيًا، يقدم الجزء الخلفي قماشًا مثاليًا على جسم الإنسان لوشوم أسفل الظهر، خاصة بين الشابات. في الواقع، بعض الأفراد لديهم وشم يغطي الجزء الخلفي بالكامل. البعض الآخر لديه وشم أصغر في مواقع مهمة، مثل لوح الكتف أو أسفل الظهر.
تذكر العديد من التعبيرات الاصطلاحية الإنجليزية الظهر، وعادة ما تبرزها على أنها منطقة ضعف؛ يجب على المرء أن «يراقب ظهره watch one's back»، أو قد ينتهي به الأمر «مع دعم المرء للحائط with one's back up against the wall»؛ والأسوأ من ذلك، قد «يطعن أحدهم في ظهره stab one in the back»، ولكن نأمل أن يكون أحد الأصدقاء «قد استعاد ظهره has got one's back». يعتبر الظهر أيضًا رمزًا للقوة والعمل الجاد، حيث يبحث أولئك الذين يبحثون عن عمل بدني عن «ظهور قوية strong backs»، ويتم مناشدة العمال «وضع ظهورهم فيه put their back into it».
تاريخياً، كان جلد الشخص على ظهره بالسوط شكلاً شائعًا من أشكال معاقبة المجرمين، ووسيلة شائعة لإجبار العبيد على العمل. كذلك، قد يشمل جلد الذات، كما هو الحال في عقاب النفس، استخدام جلد النفس. هذه إحدى طرق الإماتة، ممارسة إلحاق المعاناة الجسدية بالنفس بالاعتقاد الديني بأنها ستكون بمثابة كفارة عن خطايا المرء أو خطايا الآخرين. بينما تُمارس أشكال الإماتة الأكثر اعتدالًا على نطاق واسع - لا سيما في الكنيسة الكاثوليكية- فإن جلد الذات لا يتم تشجيعه من قبل الأديان السائدة أو الزعماء الدينيين. من الأدوات المعروفة المستخدمة في الجلد السوط سيئ السمعة، وهو عبارة عن سوط ذو تسعة حبال بمقبض واحد يتيح جلدًا أكثر فاعلية بكثير مما يمكن أن يحدث بجلد واحد فقط في كل مرة.